# Bachelorette
"Bachelorette" är en låt av den isländska sångerskan Björk med Sjón, utgiven som den andra singeln från albumet Homogenic den 8 december 1997. Ursprungligen skrevs låten till en film av Bernardo Bertolucci, men projektet lades ner. Låten nådde #17 på den brittiska singellistan.
Musikvideon till låten regisserades av den franske videoproducenten Michel Gondry.

## Låtlista
Brittisk CD 1
1. "Bachelorette" [Radio Edit] (3:37)
2. "My Snare" [aka "Nature Is Ancient"] (3:37)
3. "Scary" (2:25)
4. "Bachelorette" [Howie Spread Mix] (5:49)

Brittisk CD 2
1. "Bachelorette" [Mark Bell Optimism Mix] (5:49)
2. "Bachelorette" [Mark Bell Zip Remix] (4:18)
3. "Bachelorette" [Mark Bell Blue Remix] (2:52)
4. "Bachelorette" (5:12)

Brittisk CD 3
1. "Bachelorette" (RZA Remix) (5:49)
2. "Bachelorette" (Alec Empire Hypermodern Jazz Remix) (5:49)
3. "Bachelorette" (Alec Empire the Ice Princess and the Killer Whale Remix) (6:23)
4. "Bachelorette" (Grooverider Jeep Remix) (9:11)

## Covers
Den turkiska sångaren Müslüm Gürses och amerikanska Voltaire har båda framfört covers på "Bachelorette". Även pianisten Tori Amos har spelat låten på konserter (ska dock inte förväxlas med en låt hon skrivit själv med samma titel).